# Stazione Molodëžnaja
La stazione Molodëžnaja (in russo Молодёжная, traducibile come "gioventù"), traslitterato in inglese come Molodezhnaya o Molodyozhnaya, è una base antartica russa (e in precedenza sovietica) situata sui Colli Thala, nella zona occidentale della Terra di Enderby.

## Posizione
La stazione si trova a circa 40 metri sul libello del mare, nella zona delle Colline Thala, nella parte occidentale della Terra di Enderby, a 500-600 metri nell'entroterra dalla costa della Baia di Baia di Alašeev, nella zona di mare conosciuta come mare dei Cosmonauti.
Nel 2015 la stazione di ricerca bielorussa Vjačėrnjaja è stata costruita nelle omonime montagne a circa 28 chilometri dalla stazione Molodëžnaja.
L'area intorno alla stazione è una zona collinare rocciosa, con crinali che possono raggiungere un chilometro di lunghezza e fino a 150 metri di larghezza. Negli avvallamenti tra i crinali si trovano ghiacciai, nevai e più di quaranta laghi di varie dimensioni.
Nell'area è presente della vegetazione periglaciale composta da alghe, muschi, licheni e funghi microscopici. Sono state osservate colonie di pinguini di Adelia, un numero molto scarso di nidi di uccello delle tempeste di Wilson e stercorario di McCormick e passaggi occasionali di petrollo antartico e pinguino imperatore. Per quanto riguarda i mammiferi, nei dintorni della stazione si riproducono le foche di Weddel e occasionalmente foche di Ross. In rare occasioni sono state osservate delle foche leopardo. Il mare di fronte alla stazione è coperto di ghiaccio durante i mesi invernali, ma nei mesi estivi è possibile avvistare balene e orche.

## Storia e descrizione
La stazione di ricerca iniziò ad operare nel febbraio 1962. Negli anni 1970 comprendeva oltre 70 strutture tra cui moduli abitativi, uffici, una mensa, magazzini, una centrale elettrica, una stazione di sounding atmosferico, una stazione per i radiosondaggi e un centro radio e divenne la più grande stazione antartica sovietica. Ad ovest dell'insediamento si trova una piccola pista di atterrazio per gli aerei, mentre 12 chilometri a sud est della stazione, nei pressi dei monti Vechernyaya, venne costruito un aeroporto di ghiaccio con piste in grado di fare atterrare anche aerei di grosse dimensioni.
Durante il periodo di maggiore attività la struttura poteva ospitare fino a 400 persone durante la stagione estiva. Vi si svolgevano attività di ricerca idro-meteorologiche, studi degli strati superiori dell'atmosfera tramite il lancio di razzi-sonde, studi sismici e geofisici.
A partire dal 1989 a causa della mancanza di fondi la stazione venne progressivamente dismessa, fino ad essere chiusa nel 1990. È stata riaperta nel 2006 come base stagionale che può ospitare fino a 15 persone. Gran parte delle stazione è inutilizzata, ma sono presenti stazioni di monitoraggio meteorologico e geodetico automatizzate.

## Clima
La temperatura media annuale è di circa -11 °C, e varia tra i -18 gradi dei mesi più freddi (luglio, agosto e settembre) e temperature di poco inferiori allo zero a dicembre e gennaio. La tabella riassume i dati climatici registrati dalla stazione tra il 1963 e il 1999.
| Mese                       | Mesi | Mesi | Mesi  | Mesi  | Mesi  | Mesi  | Mesi  | Mesi  | Mesi  | Mesi  | Mesi  | Mesi | Stagioni | Stagioni | Stagioni | Stagioni | Anno  |
| Mese                       | Gen  | Feb  | Mar   | Apr   | Mag   | Giu   | Lug   | Ago   | Set   | Ott   | Nov   | Dic  | Inv      | Pri      | Est      | Aut      | Anno  |
| -------------------------- | ---- | ---- | ----- | ----- | ----- | ----- | ----- | ----- | ----- | ----- | ----- | ---- | -------- | -------- | -------- | -------- | ----- |
| T. max. media (°C)         | 2,4  | −0,9 | −5,2  | −8,7  | −11,4 | −13,1 | −14,2 | −15,2 | −14,1 | −9,9  | −3,3  | 1,5  | 1,0      | −8,4     | −14,2    | −9,1     | −7,7  |
| T. media (°C)              | −0,7 | −4,1 | −8,3  | −11,7 | −14,6 | −16,2 | −17,5 | −18,8 | −17,8 | −13,6 | −6,8  | −1,6 | −2,1     | −11,5    | −17,5    | −12,7    | −11,0 |
| T. min. media (°C)         | −3,7 | −6,9 | −11,2 | −14,5 | −17,3 | −19,3 | −20,8 | −22,4 | −21,3 | −17,2 | −10,4 | −4,7 | −5,1     | −14,3    | −20,8    | −16,3    | −14,1 |
| Precipitazioni (mm)        | 7,2  | 18,5 | 51,9  | 71,0  | 66,6  | 52,2  | 60,2  | 58,4  | 48,0  | 38,6  | 24,8  | 8,2  | 33,9     | 189,5    | 170,8    | 111,4    | 505,6 |
| Umidità relativa media (%) | 63,7 | 63,4 | 68,8  | 69,7  | 68,4  | 66,4  | 68,3  | 70,4  | 69,5  | 68,2  | 65,2  | 64,3 | 63,8     | 69,0     | 68,4     | 67,6     | 67,2  |